# Chloroclystis palaearctica
Chloroclystis palaearctica là một loài bướm đêm trong họ Geometridae.